# Asialeyrodes
Asialeyrodes es un género de insectos hemípteros de la familia Aleyrodidae, subfamilia Aleyrodinae. El género fue descrito primero por Corbett en 1935. La especie tipo es Asialeyrodes lumpurensis.

## Especies
La siguiente es la lista de especies pertenecientes a este género.
- Asialeyrodes corbetti Takahashi, 1949
- Asialeyrodes dorsidemarcata (Singh, 1932)
- Asialeyrodes dubius Martin & Mound, 2007
- Asialeyrodes elegans Meganathan & David, 1994
- Asialeyrodes euphoriae Takahashi, 1942
- Asialeyrodes indica Sundararaj & David, 1992
- Asialeyrodes lumpurensis Corbett, 1935
- Asialeyrodes lushanensis Ko in Ko, Hsu & Wu, 1993
- Asialeyrodes maesae (Takahashi, 1934)
- Asialeyrodes meghalayensis Regu & David, 1992
- Asialeyrodes menoni Meganathan & David, 1994
- Asialeyrodes multipori Takahashi, 1942
- Asialeyrodes papillatus Regu & David, 1992
- Asialeyrodes saklespurensis Regu & David, 1993
- Asialeyrodes selangorensis Corbett, 1935
- Asialeyrodes sphaerica (Sundararaj & Dubey, 2006)
- Asialeyrodes splendens Meganathan & David, 1994